# Tramwaje w Klużu-Napoce

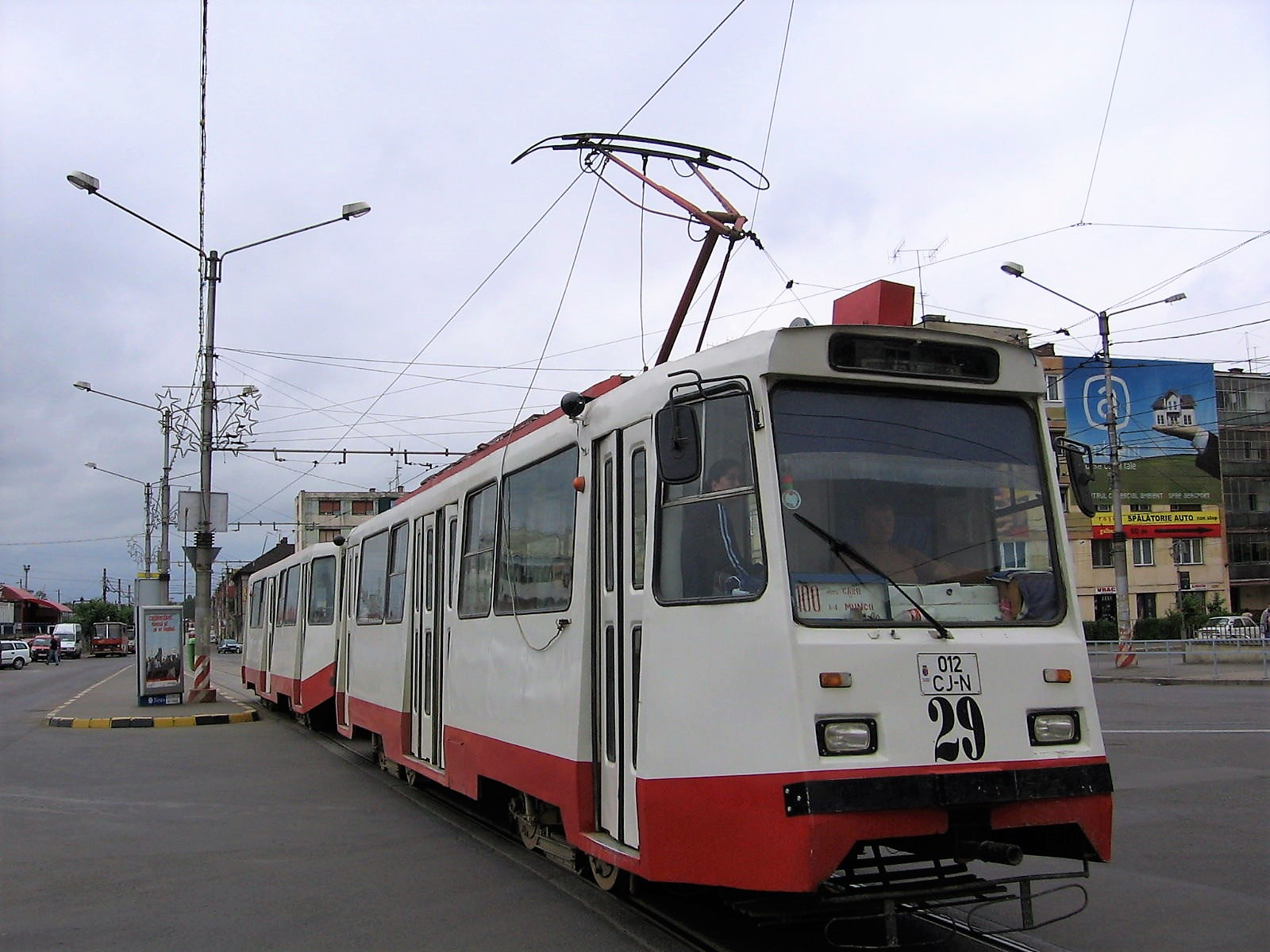
Timiș 2 na linii nr 100 w 2006 r.

Tramwaje w Klużu-Napoce − system komunikacji tramwajowej działający w rumuńskim mieście Kluż-Napoka.

## Historia
Pierwszą część z 13 km linii oddano do eksploatacji 1 października 1987. Pierwszy odcinek linii zaczynał się przy dworcu kolejowym a kończyła przy kombinacie maszynowym CUG. Kolejną część trasy oddano do użytku 10 listopada 1987. Następnej linii do osiedla Gheorgheni do tej pory nie zrealizowano.

## Linie
Stan z 9 kwietnia 2020 r.
| Linia | Trasa                                 |
| ----- | ------------------------------------- |
|       | Piața Garii ↔ Bulevardul Muncii       |
|       | Dispecerat Bucium ↔ Piața Garii       |
|       | Dispecerat Bucium ↔ Bulevardul Muncii |

## Tabor
Pierwszymi tramwajami eksploatowanymi w Klużu były wagony V2A i V3A. W latach 1997−1999 sprowadzono z Berlina 26 wagonów Tatra KT4D. Kolejne tramwaje sprowadzono w 2002 z Magdeburga były to tramwaje typu Tatra T4D w ilości 18 sztuk. W styczniu 2009 sprowadzono z Poczdamu tramwaje Tatra KT4DM.
23 grudnia 2011 zawarto wstępną umowę z polskim przedsiębiorstwem Pesa w sprawie dostawy 12 tramwajów z rodziny Swing. Decyzję zaskarżyło konkurencyjne przedsiębiorstwo Astra Vagoane Călători, a Krajowa Rada Rozpatrywania Skarg uznała skargę za zasadną, ale od decyzji komisji odwołała się natomiast PESA i 22 marca 2012 sąd apelacyjny w Klużu przyznał rację bydgoskiemu przedsiębiorstwu. Umowę podpisano 28 marca, a pierwszy pojazd ma dotrzeć do miasta przed otwarciem nowej linii tramwajowej pod koniec maja 2012, a kolejne będą dostarczane do końca roku.
Tabor eksploatowany liniowo według stanu z 28 marca 2024 r.:
| Zdjęcie        | Typ                       | Eksploatacja od | Liczba |
| -------------- | ------------------------- | --------------- | ------ |
|                | Pesa 120Nc                | 2012            | 4      |
|                | Astra Imperio Cluj-Napoca | 2020            | 24     |
| Łączna liczba: | Łączna liczba:            | Łączna liczba:  | 28     |